# GeForce 256
 GeForce  je originalno izdanje NVIDIA "GeForce" proizvode linije. Najavljena 31. avgusta 1999. godine i puštena 11. oktobra, 1999, GeForce 256 je poboljšana u ondnosu na svoje prethodnike (RIVA TNT2) povećanjem broja fiksnih piksela, prepuštajući računanje geometrije hardverskoj transformaciji i osvetljenju (T&L), i dodavanjem hardvera za kompenzaciju pokreta za MPEG-2 snimka. To je pre svega bio veliki napred u perfomansama 3D igrica i bio je prvi u potpunosti Direct3D 7-usklađeni 3D.

## Arhitektura
GeForce 256 je reklamirana kao prvu na svetu GPU, ili grafički procesor, a termin NVidia je definisan u to vreme kao "jedan procesorski chip sa integrisanim transformatorom, osvetljenjem, trouglom podešavanja, i engine koji je u stanju da obradi najmanje 10 miliona poligona u sekundi."
Integracijom hardvera za transformaciju i osvetljenje, GPU je sam podešavao GeForce 256 i samim tim je odvojio od starijih 3D ubrzivača koji su oslanjali na CPU za obavaljanje ovih proračuna (poznat kao softver za transformaciju i osvetljenje). 
Ovo smanjenje 3D grafičke složenosti doneo je rešenje da novi hardveri i grafičke kartice budu jeftinije i da se ne ograničavaju na prothodna skupa profesionalna rešenja za dizajniranje računarom. NV10 T&L je doprineo po prvi put za NVidia da se razvije na tržištu za kompijutersko projektovanje, sa proizvodom koji se zvao Quadro. Quadro linija je koristila iste silikonse čipove kao GeForce kartice, ali je razlika bila u softverskoj podršci i sertifikatu koji je bio prilagodjen jedinstvenim CAD aplikacijama.

## Karakteristike
U porednjenju sa prethodnim krajnjim 3D igračkim ubrzivačima, kao na primer 3dfx Voodoo3 3500 i Nvidia RIVA TNT2 Ultra, GeForce je obezbedio do 50% više poboljšanja FPS u nekim igrama (specifično pisan da preuzme inicijativu hardvera T&L) kad je povezan sa niskobudžetnim CPU. Takođe je imao podršku Direct3D 7 API, GeForce 256 je podržavao igre sve do 2006. godine.
Bez široke podrške aplikacija u to vreme, kritike su pokazale da T8L tehnologija ima malo vrednosti stvarog sveta. U početku je bio samo koristan u nekoliko određenih situacija OpenGL-based 3D pucačkih igrica iz prvog lica, pre svega u Quake III Arena. Testovi koji su pokazali da prilikom korišćenja niskobužetnih procesora kao na primer Celeron 300A, su davali neverovatne rezultate za GeForce 256, dok testovi sa bržim procesorima Pentium II 300 su davali bolje rezultate sa nekim starijim grafičkim karticama kao što je 3dfx Voodoo 2. 3dfx i druge konkurente grafičke kompanije su istakle da brži procesori mogu da nadoknade nedostatak T&L jedinice. Podrška softver za hardverski T&L nije bio uobičajena pojava u prvih nekoliko godina nakon izlaska GeForce. Prvi drajveri su imali problema i bili su spori, dok je 3dfx kartica bila veoma efikasna, brza, savršen Glide API i MiniGL podrška za igrice. Tek posle kada je GeForce 256 zamenjena sa GeForce 2 serijom, i ATI T&L-opremljen Radeon je pušten u prodaju, tada je T&L tehnologija postala široke funkcionalnosti u igrama.
GeForce 256 je bila veoma skupa neko vreme i nije nudila neku prednost u odnosu na druge konkuretne proizvode. Na primer, njegov GUI i ubrzanje video reprodukcije nisu bilo znatno bolji od onog koji nudi konkurencija ili čak neki stariji NVidia proizvodi. Osima toga, neke GeForce kartice su se mučile sa lošim analognim signalom koji je prouzrokovao da displej bude mutan.
Kako su procesori postajali sve brži, GeForce 256 je pokadazala da nedostatak T&L hardvera je da ako je procesor dovoljno brz može obavljatiti T&L funkcije brže nego GPU, čime je GPU limitiran za pružanje perfomansi. To je promenilo kako tržište grafičkih karti funkcioniše, podsticajući kraći vek trajanja grafičkih kartica, i postavljanje manjih zahteva na CPU za igranje igrica.

## Specifikacije
Lista NVidia GPU (grafičkih procesorskih jedinica)

## Ukidanje podrške
NVidia je ukinula podšku za GeForce 256.

### Poslednji drajveri
- Windows 9x & Windows Me: 71.84 objavljeni 11 Marta, 2005; Preuzmi;

Lista podrški za proizvod Windows 95/98/Me – 71.84.
- Windows 2000 & 32-bit Windows XP: 71.89 objavljeni 14 Aprila, 2005; Preuzmi.

Lista podrški za proizvod Windows XP/2000 - 71.84.

### Konkurenti
- ATI Rage 128 i Rage Fury MAXX
- 3dfx Voodoo3
- Matrox G400
- S3 Savage 2000

## Spoljašnje veze
- NVIDIA: GeForce 256 - The World's First GPU
- ForceWare 71.84 drivers, Final Windows 9x/ME driver release
- ForceWare 71.89 drivers, Final Windows XP driver release
- techPowerUp! GPU Database